# Josiah Latimer Clark
Josiah Latimer Clark (Great Marlow, Buckinghamshire, 10 de março de 1822 – Londres, 30 de outubro de 1898) foi um engenheiro eletricista inglês.

## História
Clark foi um construtor de ferrovias que aprendeu o ofício observando o irmão, Edwin Clark, que era Engenheiro Civil. Contudo, com a popularização da telegrafia, Latimer se tornaria "Eletricista", que era o nome dado à todos aqueles que se devotavam, de alguma maneira, aos estudos ou à técnica da eletricidade, sobretudo na Inglaterra Vitoriana. Aliás, a própria telegrafia terrestre havia se aproveitado, inicialmente, das linhas ferroviárias para o lançamento das primeiras linhas de transmissão. Em 1850, a convite do presidente da recém formada Electric Telegraph Company (ETC), Latimer e seu irmão Edwin passaram a integrar a equipe da companhia e foram apresentados ao ramo da telegrafia elétrica. Boa parte, inclusive, dos primeiros Engenheiros Eletricistas vieram dos ramos de construção civil, em meados do século XIX.
Clark trabalhou por vinte anos na Electrical International Telegraph Company. Neste período desenvolveu métodos para isolamento de cabos telegráficos submarinos. Ao todo foram 150 patentes no campo de sistemas telegráficos. Entre suas principais descobertas, está o fenômeno da distorção harmônica dos sinais telegráficos (1853), que, àquela época, poderia colocar em xeque as tentativas de se lançar o primeiro cabo submarino para comunicações telegráficas entre a Europa e a América, o grande Cabo Transatlântico. Sua descoberta foi feita ao observar o cabo Anglo-dinamarquês, que possuía algumas centenas de quilômetros. Na verdade, desde junho de 1852, Clark já havia observado o fenômeno em linhas telegráficas terrestres, que cobriam as cidades de Londres, Liverpool e Leeds. Vale ressaltar, contudo, que a denominação "distorção harmônica" é um termo ligeiramente anacrônico, haja vista que o fenômeno era denominado à época de "Retardation", por se acreditar ser devido apenas ao atraso no envio de sinais, o que, atualmente, poderia induzir o leitor a erros de interpretação. Em cabos submarinos ou subterrâneos, o fenômeno descoberto por Clark fazia com que sinais, enviados em código morse a partir de uma extremidade de um cabo de telegrafia, chegassem “misturados” (ligeiramente atrasados e alongados) na outra extremidade, dificultando a leitura e compreensão. Após a observação do fenômeno, Latimer Clark conduziu uma série de testes em linhas subterrâneas e, a convite do prof. George Biddell Airy – o Astrônomo Real – apresentou-os a Michael Faraday, que utilizaria estes dados, inclusive, como evidência para corroborar suas próprias concepções acerca dos fenômenos eletromagnéticos, a ideia de indução e o seu conceito de campo magnético. 
Latimer também participou do movimento para unificação e da sistematização de padrões de medidas elétricas, o qual teve início com uma proposta lançada num artigo, escrito pelo mesmo em parceria com o sócio Charles Tilston Bright, que foi apresentado em 1861 à Associação Britânica para o Avanço da Ciência (British Association for the Advancement of Science). No ano seguinte, a Associação formou um Comitê para estudar a proposta e do trabalho deste resultou o lançamento das bases do sistema de unidades de medidas elétricas para resistência, corrente e tensão.
Morreu repentinamente em Londres, em 30 de outubro de 1898.

## Família
Em 1854 Clark se casou com Margaret Helen Preece, irmão de Sir William Preece.  Eles tiveram dois filhos, mas se divorciaram em 1861. Clark se casou novamente em 1863.

## Algumas publicações
Elementary Treatise on Electrical Measurement, for the use of Telegraph Inspectors and Operators (1868),
Electrical Tables and Formulæ, for the use of Telegraph Inspectors and Operators (1871),
A Treatise on the Transit Instrument as Applied to the Determination of Time, for the use of Country Gentlemen (1882),
A Manual of the Transit Instrument (1882),
The Star Guide (with Herbert Sadler, 1886),
Transit Tables (annually 1884-1888),
A Dictionary of Metric and other useful Measures (1891),
A Memoir of Sir W. F. Cooke (1895).